# Лямбда-4S
Лямбда-4S — четырёхступенчатая ракета-носитель, выведшая на орбиту первый спутник Японии — «Осуми». До запуска SS-520-5 была самой лёгкой в истории из всех космических ракет-носителей, достигших орбиты (стартовая масса — около 9,4 тонны). 
Произведена компанией Nissan. Все ступени — твердотопливные, на первой ступени дополнительно стояли ускорители, также на твёрдом топливе. Вывести спутник на орбиту удалось только с пятой попытки, больше для запуска космических аппаратов эта ракета не применялась. Лишь ускорители SB-310 нашли применение на ракетах серии «Мю». 
Особенностью ракеты являлась уникальная система управления. Первые три ступени ракеты не имели никаких средств управления, и полностью полагались на пассивные аэродинамические стабилизаторы. Ракета стартовала поэтому с наклонной рампы. Перед отделением четвёртой ступени от третьей микродвигатели на перекиси водорода разворачивали продольную ось ракеты параллельно оси вращения единственного гироскопа, хранившего требуемое направление вектора тяги последней ступени. После этого связка из пустой третьей ступени, четвёртой и спутника раскручивалась вокруг продольной оси, для поддержания нужной ориентации, третья ступень с системой управления отделялась, а четвёртая сообщала спутнику необходимую скорость.
Первый запуск ракеты был осуществлён 26 сентября 1966 года с космодрома в префектуре Кагосима (после образования JAXA был назван Космическим центром Утиноура). Отказ системы ориентации четвёртой ступени привёл к потере носителя и полезной нагрузки. Три последующих запуска ракеты данного типа также закончились неудачей и только пятая ракета смогла в феврале 1970 года вывести на низкую околоземную орбиту 26-килограммовый спутник «Осуми».
Хидэо Итокава руководил созданием этой ракеты, но после трёх неудачных попыток запуска ушёл из космической программы в марте 1967 года. Тем не менее, запущенный спутник позволил Японии стать четвёртой страной (после СССР, США и Франции), полностью самостоятельно запустившей ИСЗ и опередить Китай.